# Argentina i olympiska sommarspelen 1988
Argentina deltog i de olympiska sommarspelen 1988 med en trupp bestående av 118 deltagare, och totalt blev det två medaljer.

## Medaljer

### Silver
- Gabriela Sabatini - Tennis, singel damer

### Brons
- Argentinas herrlandslag i volleyboll - Volleyboll, herrarnas turnering

## Bordtennis
| Spelare    | Gren      | Inledande omgång                                                                                                | Åttondelsfinal       | Kvartsfinal          | Semifinal            | Final                |
| Spelare    | Gren      | Motståndare Resultat                                                                                            | Motståndare Resultat | Motståndare Resultat | Motståndare Resultat | Motståndare Resultat |
| ---------- | --------- | --- | -------------------- | -------------------- | -------------------- | -------------------- |
| Hae-Ja Kim | Damsingel | Vriesekoop (NED) L 0–3 Guergueltcheva (BUL) L 0–3 Safarova (TCH) L 0–3 Perkučin (YUG) L 0–3 Meshref (EGY) W 3–1 | Gick inte vidare     | Gick inte vidare     | Gick inte vidare     | Gick inte vidare     |

## Boxning
| Idrottare         | Gren            | 32-delsfinal         | Sextondelsfinal       | Åttondelsfinal       | Kvartsfinal          | Semifinal            | Final                | Final            |
| Idrottare         | Gren            | Motståndare Resultat | Motståndare Resultat  | Motståndare Resultat | Motståndare Resultat | Motståndare Resultat | Motståndare Resultat | Placering        |
| ----------------- | --------------- | -------------------- | --------------------- | -------------------- | -------------------- | -------------------- | -------------------- | ---------------- |
| Carlos Eluaiza    | Lätt flugvikt   | Bye                  | Makhmutov (URS) L 0–5 | Gick inte vidare     | Gick inte vidare     | Gick inte vidare     | Gick inte vidare     | Gick inte vidare |
| Domingo Damigella | Fjädervikt      | Anderson (GBR) L 1–4 | Gick inte vidare      | Gick inte vidare     | Gick inte vidare     | Gick inte vidare     | Gick inte vidare     | Gick inte vidare |
| Jorge López       | Lätt mellanvikt | N/A                  | Bye                   | Heydeck (GDR) L 0–5  | Gick inte vidare     | Gick inte vidare     | Gick inte vidare     | Gick inte vidare |

## Brottning
| Idrottare        | Gren                             | Inledande omgång                             | Final                |
| Idrottare        | Gren                             | Motståndare Resultat                         | Motståndare Resultat |
| ---------------- | -------------------------------- | -------------------------------------------- | -------------------- |
| Daniel Iglesias  | Mellanvikt, fristil              | Jarju (RSA) L Hussein (EGY) W Lohyňa (TCH) L | Gick inte vidare     |
| Daniel Iglesias  | Mellanvikt, grekisk-romersk stil | Kim (KOR) L Mukai (JPN) L                    | Gick inte vidare     |
| Daniel Navarrete | Lättvikt, fristil                | Brown (AUS) L Al-Masri (JOR) W Park (KOR) L  | Gick inte vidare     |
| Daniel Navarrete | Lättvikt, grekisk-romersk stil   | Barcia (ESP) L Hidalgo (PAN) L               | Gick inte vidare     |

## Bågskytte
| Bågskytt        | Gren                   | Rankningsrunda | Rankningsrunda | Åttondelsfinal   | Åttondelsfinal   | Kvartsfinal      | Kvartsfinal      | Semifinal        | Semifinal        | Final            | Final     |
| Bågskytt        | Gren                   | Poäng          | Placering      | Poäng            | Placering        | Poäng            | Placering        | Poäng            | Placering        | Poäng            | Placering |
| --------------- | ---------------------- | -------------- | -------------- | ---------------- | ---------------- | ---------------- | ---------------- | ---------------- | ---------------- | ---------------- | --------- |
| Ángel Bello     | Herrarnas individuella | 1017           | 81             | Gick inte vidare | Gick inte vidare | Gick inte vidare | Gick inte vidare | Gick inte vidare | Gick inte vidare | Gick inte vidare | 81        |
| Claudio Pafundi | Herrarnas individuella | 1126           | 75             | Gick inte vidare | Gick inte vidare | Gick inte vidare | Gick inte vidare | Gick inte vidare | Gick inte vidare | Gick inte vidare | 75        |

## Cykling
Sprint
| Cyklist           | Gren                | Kval   | Kval      | 1/16-final (återkval) | 1/16-final (återkval) | 1/8-final (återkval) | Kvartsfinal          | Semifinal            | Final                | Final            |
| Cyklist           | Gren                | Tid    | Placering | Tid                   | Placering             | Tid Hastighet (km/h) | Tid Hastighet (km/h) | Tid Hastighet (km/h) | Tid Hastighet (km/h) | Placering        |
| ----------------- | ------------------- | ------ | --------- | --------------------- | --------------------- | -------------------- | -------------------- | -------------------- | -------------------- | ---------------- |
| José Lovito       | Herrarnas sprint    | 11,187 | 15 Q      |                       | 3 2                   | Gick inte vidare     | Gick inte vidare     | Gick inte vidare     | Gick inte vidare     | Gick inte vidare |
| Marcelo Alexandre | Herrarnas tempolopp | N/A    | N/A       | N/A                   | N/A                   | N/A                  | N/A                  | N/A                  | 1:06,925 53,791      | 13               |

Förföljelse
| Gabriel Curuchet                                            | Herrarnas förföljelse    | 4:47,18 | 12 | Dawidowicz (POL) 4:50,75 | 13               | Gick inte vidare | Gick inte vidare | Gick inte vidare | Gick inte vidare | Gick inte vidare | Gick inte vidare |
| Gabriel Curuchet Jorge Gaday Sergio Llamazares Rubén Priede | Herrarnas lagförföljelse | 4:29,90 | 17 | Gick inte vidare         | Gick inte vidare | Gick inte vidare | Gick inte vidare | Gick inte vidare | Gick inte vidare |                  |                  |

Poänglopp
| Cyklist       | Gren                | Kval            | Kval      | Final        | Final     |
| Cyklist       | Gren                | Poäng           | Placering | Poäng        | Placering |
| ------------- | ------------------- | --------------- | --------- | ------------ | --------- |
| Juan Curuchet | Herrarnas poänglopp | 11 (samma varv) | 5 Q       | 18 (–1 varv) | 5         |

## Fotboll
Gruppspel
| Rank | Lag           | Spelade | Vinster | Oavgjorda | Förluster | Gjorda mål | Insläppta mål | Poäng |  | Sovjetunionen | Argentina | Sydkorea | USA |
| ---- | ------------- | ------- | ------- | --------- | --------- | ---------- | ------------- | ----- |  | ------------- | --------- | -------- | --- |
| 1.   | Sovjetunionen | 3       | 2       | 1         | 0         | 6          | 3             | 5     |  | X             | 2:1       | 0:0      | 4:2 |
| 2.   | Argentina     | 3       | 1       | 1         | 1         | 4          | 4             | 3     |  | 1:2           | X         | 2:1      | 1:1 |
| 3.   | Sydkorea      | 3       | 0       | 2         | 1         | 1          | 2             | 2     |  | 0:0           | 1:2       | X        | 0:0 |
| 4.   | USA           | 3       | 0       | 2         | 1         | 3          | 5             | 2     |  | 2:4           | 1:1       | 0:0      | X   |

Slutspel
|  | Kvartsfinal            | Kvartsfinal                 |                             |       | Semifinal            | Semifinal            |   |  | Final | Final |
|  |                        |                             |                             |       |                      |                      |   |  |       |       |
|  | September 25 - Daegu   |                             |                             |       |                      |                      |   |  |       |       |
|  |                        |                             |                             |       |                      |                      |   |  |       |       |
|  | Sverige                | 1                           |                             |       |                      |                      |   |  |       |       |
|  | Sverige                | 1                           | September 27 - Busan        |       |                      |                      |   |  |       |       |
|  | Italien (förlängning)  | 2                           |                             |       |                      |                      |   |  |       |       |
|  | Italien (förlängning)  | 2                           | Italien                     | 2     |                      |                      |   |  |       |       |
|  | September 25 - Busan   |                             | Italien                     | 2     |                      |                      |   |  |       |       |
|  |                        | Sovjetunionen (förlängning) | 3                           |       |                      |                      |   |  |       |       |
|  | Sovjetunionen          | Sovjetunionen (förlängning) | 3                           | 3     |                      |                      |   |  |       |       |
|  | Sovjetunionen          |                             | October 1 - Seoul           | 3     |                      |                      |   |  |       |       |
|  | Australien             | 0                           |                             |       |                      |                      |   |  |       |       |
|  | Australien             | 0                           | Sovjetunionen (förlängning) | 2     |                      |                      |   |  |       |       |
|  | September 25 - Gwangju |                             | Sovjetunionen (förlängning) | 2     |                      |                      |   |  |       |       |
|  |                        | Brasilien                   | 1                           |       |                      |                      |   |  |       |       |
|  | Zambia                 | Brasilien                   | 1                           | 0     |                      |                      |   |  |       |       |
|  | Zambia                 | September 27 - Seoul        |                             | 0     |                      |                      |   |  |       |       |
|  | Västtyskland           | 4                           |                             |       |                      |                      |   |  |       |       |
|  | Västtyskland           | 4                           | Västtyskland                | 1 (2) | Bronsmatch           | Bronsmatch           |   |  |       |       |
|  | September 25 - Seoul   |                             | Västtyskland                | 1 (2) | Bronsmatch           | Bronsmatch           |   |  |       |       |
|  |                        | Brasilien                   | 1 (3)                       |       | September 30 - Seoul | September 30 - Seoul |   |  |       |       |
|  | Brasilien              | Brasilien                   | 1 (3)                       | 1     | September 30 - Seoul | September 30 - Seoul |   |  |       |       |
|  | Brasilien              |                             |                             |       |                      | Italien              | 0 |  |       |       |
|  | Argentina              | 0                           |                             |       |                      | Italien              | 0 |  |       |       |
|  | Argentina              | 0                           | Västtyskland                | 3     |                      |                      |   |  |       |       |
|  |                        |                             | Västtyskland                | 3     |                      |                      |   |  |       |       |

## Friidrott
| Idrottare          | Gren                    | Heat     | Heat      | Final            | Final            |
| Idrottare          | Gren                    | Resultat | Placering | Resultat         | Placering        |
| ------------------ | ----------------------- | -------- | --------- | ---------------- | ---------------- |
| Fernando Pastoriza | Herrarnas höjdhopp      | 2,10     | 26        | Gick inte vidare | Gick inte vidare |
| Andrés Chiaradía   | Herrarnas släggkastning | 68,26    | 25        | Gick inte vidare | Gick inte vidare |

## Fäktning
| Fäktare         | Gren              | Inledande omgång 1 | Inledande omgång 1 | Inledande omgång 2 | Inledande omgång 2 | Inledande omgång 3 | Inledande omgång 3 | Sextondelsfinal      | Åttondelsfinal       | Kvartsfinal          | Semifinal            | Final                |
| Fäktare         | Gren              | W–L Rekord         | Grupp- placering   | W–L Rekord         | Total- placering   | W–L Rekord         | Total- placering   | Motståndare Resultat | Motståndare Resultat | Motståndare Resultat | Motståndare Resultat | Motståndare Resultat |
| --------------- | ----------------- | ------------------ | ------------------ | ------------------ | ------------------ | ------------------ | ------------------ | -------------------- | -------------------- | -------------------- | -------------------- | -------------------- |
| Sergio Turiace  | Herrarnas florett | 1–3                | 4 Q                | 2–3                | 24 Q               | 0–4                | 39                 | Gick inte vidare     | Gick inte vidare     | Gick inte vidare     | Gick inte vidare     | Gick inte vidare     |
| Sergio Turiace  | Herrarnas värja   | 2–2                | 3 Q                | 0–4                | 57                 | Gick inte vidare   | Gick inte vidare   | Gick inte vidare     | Gick inte vidare     | Gick inte vidare     | Gick inte vidare     | Gick inte vidare     |
| Rafael di Tella | Herrarnas värja   | 3–1                | 3 Q                | 1–4                | 43 Q               | 1–5                | 41                 | Gick inte vidare     | Gick inte vidare     | Gick inte vidare     | Gick inte vidare     | Gick inte vidare     |

## Judo
| Idrottare      | Gren                    | Omgång 1                   | Omgång 2                 | Omgång 3              | Kvartsfinal          | Semifinal            | Final                | Återkval 1                  | Återkval 2                  | Återkval 3           | Bronsmatch           |                  |
| Idrottare      | Gren                    | Motståndare Resultat       | Motståndare Resultat     | Motståndare Resultat  | Motståndare Resultat | Motståndare Resultat | Motståndare Resultat | Motståndare Resultat        | Motståndare Resultat        | Motståndare Resultat | Motståndare Resultat |                  |
| -------------- | ----------------------- | -------------------------- | ------------------------ | --------------------- | -------------------- | -------------------- | -------------------- | --------------------------- | --------------------------- | -------------------- | -------------------- | ---------------- |
| Claudio Yafuso | Herrarnas lättvikt      | Anderson (GUM) W 1000–0000 | Yolci (TUR) W 0001–0000  | Lee (KOR) L 0000–0210 | Gick inte vidare     | Gick inte vidare     | Gick inte vidare     | Bećanović (YUG) W 0100–0021 | Carabetta (FRA) L 0000–1000 | Gick inte vidare     | Gick inte vidare     |                  |
| Dario García   | Herrarnas mellanvikt    | Attyé (SEN) W 1000–0000    | Legień (POL) L 0000–1000 | Gick inte vidare      | Gick inte vidare     | Gick inte vidare     | Gick inte vidare     | Hussein (EGY) W 0200–0000   | Doherty (CAN) L (Chui)      | Gick inte vidare     | Gick inte vidare     | Gick inte vidare |
| Sandro López   | Herrarnas halv tungvikt | Bye                        | White (GBR) L 0001–0010  | Gick inte vidare      | Gick inte vidare     | Gick inte vidare     | Gick inte vidare     | Gick inte vidare            | Gick inte vidare            | Gick inte vidare     | Gick inte vidare     |                  |

## Kanotsport
Herrar
| Atilio Vásquez                                                      | Herrarnas K-1 1000 m | 4:01,35 | 6 | 3:58,03 | 4 Q | 3:58,03          | 4                | Gick inte vidare | Gick inte vidare | Gick inte vidare | Gick inte vidare |
| Gustavo Cirillo José Luis Marello                                   | Herrarnas K-2 500 m  | 1:52,42 | 7 | 1:46,98 | 6   | Gick inte vidare | Gick inte vidare | Gick inte vidare | Gick inte vidare |                  |                  |
| Gustavo Cirillo José Luis Marello Fernando Chaparro Norberto Méndez | Herrarnas K-4 1000 m | 3:23,33 | 5 | 3:24,16 | 4   | Gick inte vidare | Gick inte vidare | Gick inte vidare | Gick inte vidare |                  |                  |

Damer
| Kanotist                    | Gren               | Heat    | Heat      | Återkval | Återkval  | Semifinal        | Semifinal        | Final            | Final            |
| Kanotist                    | Gren               | Tid     | Placering | Tid      | Placering | Tid              | Placering        | Tid              | Placering        |
| --------------------------- | ------------------ | ------- | --------- | -------- | --------- | ---------------- | ---------------- | ---------------- | ---------------- |
| María Miliauro              | Damernas K-1 500 m | 2:12,32 | 6         | N/A      | N/A       | 2:11,07          | 4                | Gick inte vidare | Gick inte vidare |
| Corina Martín Verónica Arbo | Damernas K-2 500 m | 1:59,38 | 8         | 2:04,72  | 5         | Gick inte vidare | Gick inte vidare | Gick inte vidare | Gick inte vidare |

## Landhockey
Herrar
Gruppspel
| Lag           | Spelade | W | D | L | GF | GA | Poäng |
| ------------- | ------- | - | - | - | -- | -- | ----- |
| Australien    | 5       | 5 | 0 | 0 | 19 | 3  | 10    |
| Nederländerna | 5       | 3 | 1 | 1 | 12 | 6  | 7     |
| Pakistan      | 5       | 3 | 0 | 2 | 15 | 8  | 6     |
| Argentina     | 5       | 2 | 0 | 3 | 8  | 12 | 4     |
| Spanien       | 5       | 1 | 1 | 3 | 6  | 10 | 3     |
| Kenya         | 5       | 0 | 0 | 5 | 5  | 26 | 0     |

Damer
Gruppspel
| Lag            | Spelade | W | D | L | GF | GA | Poäng |
| -------------- | ------- | - | - | - | -- | -- | ----- |
| Nederländerna  | 3       | 3 | 0 | 0 | 9  | 2  | 6     |
| Storbritannien | 3       | 1 | 1 | 1 | 4  | 7  | 3     |
| Argentina      | 3       | 1 | 0 | 2 | 2  | 3  | 2     |
| USA            | 3       | 0 | 1 | 2 | 4  | 7  | 1     |

## Rodd
Herrar
| Idrottare                                                                       | Gren              | Heat    | Heat      | Återkval | Återkval  | Semifinal        | Semifinal        | Final            | Final            | Final |
| Idrottare                                                                       | Gren              | Tid     | Placering | Tid      | Placering | Tid              | Placering        | Tid              | Placering        |       |
| ------------------------------------------------------------------------------- | ----------------- | ------- | --------- | -------- | --------- | ---------------- | ---------------- | ---------------- | ---------------- | ----- |
| Claudio Águila, Daniel Scuri                                                    | Tvåa utan styrman | 6:59,05 | 5         | 7:06,57  | 4         | Gick inte vidare | Gick inte vidare | Gick inte vidare | Gick inte vidare |       |
| Rubén D'Andrilli, Marcelo Fernández, Sergio Fernández González, Claudio Guindon | Scullerfyra       | 6:04,77 | 4         | 5:58,27  | 3 Q       | 5:57,56          | 5                | Gick inte vidare | Gick inte vidare |       |

## Segling
| Seglare                                  | Gren                  | Lopp     | Lopp   | Lopp   | Lopp       | Lopp     | Lopp     | Lopp     | Poäng | Placering |
| Seglare                                  | Gren                  | 1        | 2      | 3      | 4          | 5        | 6        | 7        | Poäng | Placering |
| ---------------------------------------- | --------------------- | -------- | ------ | ------ | ---------- | -------- | -------- | -------- | ----- | --------- |
| Gonzalo Campero                          | Herrarnas finnjolle   | 26,0     | 29,0   | 13,0   | (40,0) RET | 19,0     | 14,0     | 22,0     | 123,0 | 17        |
| Jorge García Velazco                     | Herrarnas division II | 11,7     | 17,0   | 5,7    | (18,0)     | 11,7     | 8,0      | 16,0     | 70,1  | 7         |
| Fernando García Guevara, Diego Minguens  | Tornado               | 30,0 RET | 27,0   | 22,0   | 30,0 RET   | 30,0 DNC | 30,0 DNC | 30,0 DNC | 169,0 | 23        |
| Carlos Irigoyen, Guillermo Parada        | Herrarnas 470         | 23,0     | 27,0   | (29,0) | 28,0       | 22,0     | 21,0     | 19,0     | 140,0 | 19        |
| Julio Labandeira, Alberto Zanetti        | Starbåt               | 21,0     | (22,0) | 21,0   | 16,0       | 21,0     | 19,0     | 21,0     | 119,0 | 16        |
| Pedro Ferrero, Raúl Lena, Santiago Lange | Soling                | (21,0)   | 19,0   | 0,0    | 14,0       | 14,0     | 17,0     | 18,0     | 82,0  | 9         |

## Simhopp
| Hoppare        | Gren          | Kval   | Kval      | Final            | Final            |
| Hoppare        | Gren          | Poäng  | Placering | Poäng            | Placering        |
| -------------- | ------------- | ------ | --------- | ---------------- | ---------------- |
| Verónica Ribot | Damernas 10 m | 377,70 | 8 Q       | 297,18           | 12               |
| Verónica Ribot | Damernas 3 m  | 405,87 | 14        | Gick inte vidare | Gick inte vidare |

## Tennis
| Spelare                         | Gren       | Omgång 1                           | Omgång 2                                                          | Åttondelsfinaler             | Kvartsfinaler                           | Semifinaler              | Final / BM            | Final / BM |
| Spelare                         | Gren       | Motståndare Poäng                  | Motståndare Poäng                                                 | Motståndare Poäng            | Motståndare Poäng                       | Motståndare Poäng        | Motståndare Poäng     | Placering  |
| ------------------------------- | ---------- | ---------------------------------- | ----------------------------------------------------------------- | ---------------------------- | --------------------------------------- | ------------------------ | --------------------- | ---------- |
| Javier Frana                    | Herrsingel | Perkiss (ISR) W 6–2, 4–6, 6–4, 6–4 | Jaite (ARG) L 2–6, 4–6, 2–6                                       | Gick inte vidare             | Gick inte vidare                        | Gick inte vidare         | Gick inte vidare      | =17        |
| Martín Jaite                    | Herrsingel | Pridham (CAN) W 6–1, 6–3, 6–2      | Frana (ARG) W 6–2, 6–4, 6–2                                       | Kim (KOR) W 6–4, 6–1, 6–3    | Gilbert (USA) L 7–5, 1–6, 6–7(1–7), 3–6 | Gick inte vidare         | Gick inte vidare      | =5         |
| Javier Frana, Martín Jaite      | Herrdubbel | N/A                                | Derlin (AUS) Evernden (AUS) L 4–6, 1–4 (retired)                  | Gick inte vidare             | Gick inte vidare                        | Gick inte vidare         | Gick inte vidare      | =17        |
| Bettina Fulco                   | Damsingel  | Paulus (AUT) L 6–7(5–7), 4–6       | Gick inte vidare                                                  | Gick inte vidare             | Gick inte vidare                        | Gick inte vidare         | Gick inte vidare      | =33        |
| Mercedes Paz                    | Damsingel  | Tsarbopoulou (GRE) W 7–6(9–7), 6–3 | Maleeva (BUL) L 1–6, 2–6                                          | Gick inte vidare             | Gick inte vidare                        | Gick inte vidare         | Gick inte vidare      | =17        |
| Gabriela Sabatini               | Damsingel  | Bye                                | Goleš (YUG) W 6–1, 6–0                                            | Hanika (FRG) W 1–6, 6–4, 6–2 | Zvereva (URS) W 6–4, 6–3                | Maleeva (BUL) W 6–1, 6–2 | Graf (FRG) L 3–6, 3–6 | Silver     |
| Mercedes Paz, Gabriela Sabatini | Damdubbel  | N/A                                | Bassett-Seguso (CAN) Hetherington (CAN) L 6–7(8–10), 7–5, (18–20) | Gick inte vidare             | Gick inte vidare                        | Gick inte vidare         | Gick inte vidare      | =9         |